# Museumsmeile

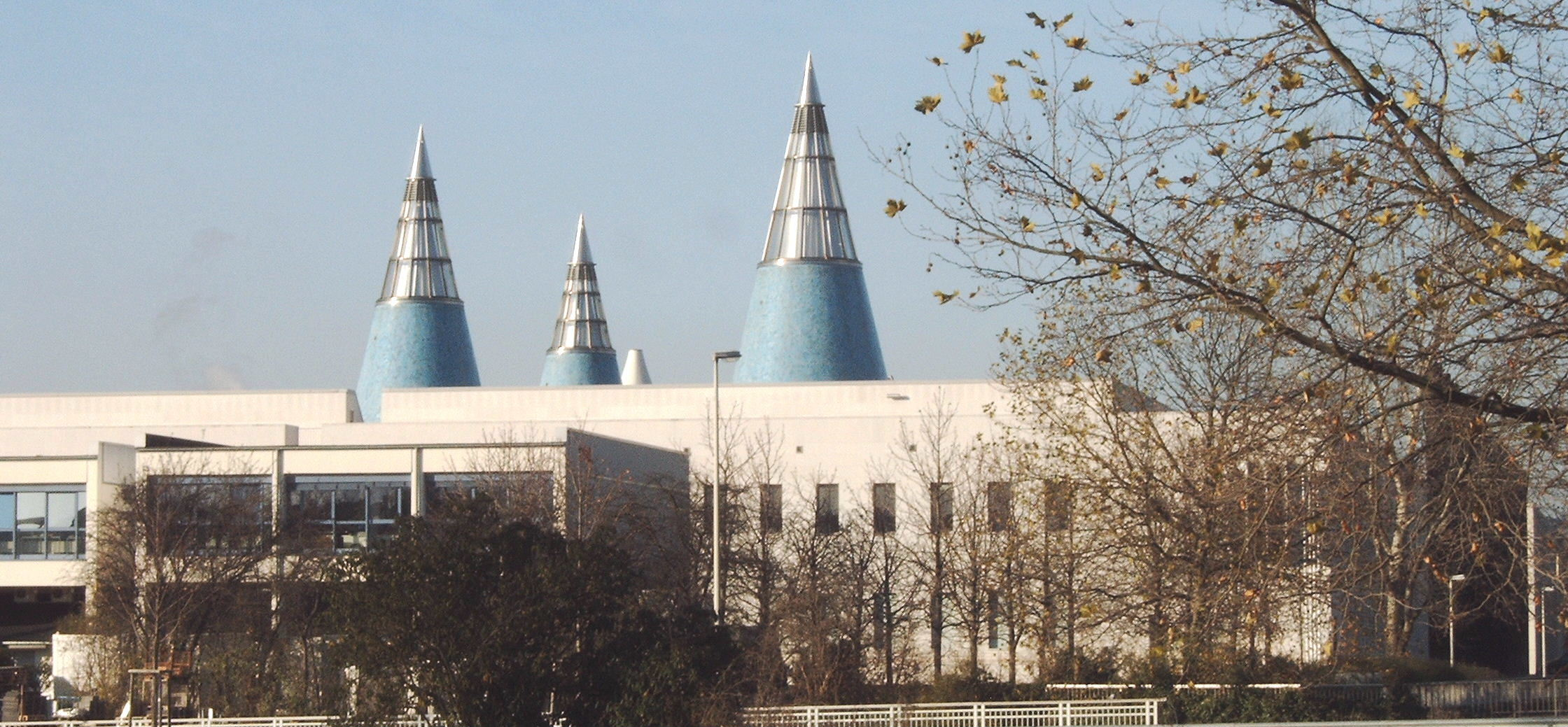
Bundeskunsthalle

Die Museumsmeile ist ein Ensemble von fünf Museen in der Bundesstadt Bonn. Der Begriff wurde Mitte der 1990er-Jahre geprägt, als mit mehreren Museumsneubauten innerhalb weniger Jahre südlich des Bonner Zentrums ein Parcours entstand, der auf einer Länge von ca. 3 km fünf Museen entlang der Bundesstraße 9 umfasst.
Die Museumsmeile beginnt im Norden mit dem zoologischen Museum Koenig, das sich am Adenauerallee genannten Abschnitt der Bundesstraße befindet. In ca. 500 Metern Entfernung wird die Meile an der Willy-Brandt-Allee mit dem Haus der Geschichte und nach weiteren 200 Metern an der Friedrich-Ebert-Allee von zwei in unmittelbarer Nachbarschaft befindlichen Bauten fortgesetzt, dem  Kunstmuseum Bonn und der Kunst- und Ausstellungshalle der Bundesrepublik Deutschland, auch kurz Bundeskunsthalle genannt.
Zwischen diesen beiden Gebäuden befindet sich ein Platz (häufig Museumsplatz genannt), der von 1997 bis 2011 überwiegend für Konzerte genutzt wurde. Dem Wetterschutz der Bühne und des Zuschauerraums diente eine an Masten hängende und seitlich offene Zeltdachkonstruktion, die im Jahre 1997 erbaut und 2012 abgebaut und verkauft wurde.
Einen Abschluss findet das Ensemble nach zwei weiteren Kilometern vom etwas abseits der Bundesstraße gelegenen Deutschen Museum Bonn, einer Außenstelle des Deutschen Museums in München. Dieser Bau befindet sich an der Ahrstraße, einer Seitenstraße der Kennedyallee, die in ca. 500 Metern Entfernung ebenfalls auf die B 9 mündet. Alle Museumsbauten in Bonn sind mit der Stadtbahn zu erreichen. Das Museum Koenig hat eine nach ihm benannte Station direkt vor der Tür, ebenso wie die drei weiteren Museen, die über die Station Heussallee/Museumsmeile einen direkten Zugang haben. Das Deutsche Museum ist über die Station Hochkreuz/Deutsches Museum Bonn zu erreichen.
Seit 1995 gibt es das Bonner Museumsmeilenfest, bei dem alle fünf Museen ein Wochenende lang vielfältige Veranstaltungen anbieten.

## Filme
- Museumsmeile Bonn: Kunstmuseum und Haus der Geschichte (= Museums-Check. Folge 35). Reportage, 30 Min., Moderation: Markus Brock, Produktion: 3sat. Erstausstrahlung: 22. November 2015.[3]